# Conseslus Kipruto
Conseslus Kipruto (* 8. prosince 1994) je keňský atlet, olympijský vítěz na trati 3000 metrů překážek z roku 2016.

## Sportovní kariéra
V roce 2012 se stal juniorským mistrem světa v běhu na 3000 metrů překážek. O rok později vybojoval na stejné trati stříbrnou medaili na světovém šampionátu dospělých v Moskvě, toto umístění obhájil na mistrovství světa v Pekingu v roce 2015. Jeho dosud největším úspěchem bylo vítězství na olympiádě v Rio de Janeiru v roce 2016. Ve stejné sezóně si vytvořil osobní rekord na 3000 metrů překážek časem 8:00,12. Na olympijské vítězství navázal titulem mistra světa v této disciplíně na světovém šampionátu v Londýně v roce 2017. Titul obhájil i o dva roky později v Dauhá, když zvítězil rozdílem jedné setiny sekundy, historicky nejmenším rozdílem ve steeplu na MS.